# Le Club ouvrier
Le Club ouvrier est une œuvre du peintre, sculpteur et designer soviétique Alexandre Rodtchenko, l’un des fondateurs du constructivisme. Elle a été créée en 1925 pour le pavillon soviétique de l'Exposition universelle de Paris. L'artiste souhaitait créer un modèle optimal d'espace pour l'auto-éducation et les loisirs culturels, notamment pour jouer aux échecs.
L'exposition du Club ouvrier à Paris a suscité un grand intérêt de la part des artistes et du grand public. À la fin de l'exposition, l'ensemble des meubles du Le Club ouvrier a été offert au Parti communiste français. On ignore où il se trouve actuellement et il est considéré comme disparu.
Depuis le milieu du XXe siècle, plusieurs reproductions partielles et intégrales du Club ont été réalisées dans différents pays. La copie la plus complète et la plus précise du Club ouvrier a été réalisée en 2021 par des spécialistes de l'Académie Stroganov des arts industriels et appliqués de Moscou, à partir des dessins originaux d'Alexandre Rodtchenko et en utilisant les outils et les techniques d'époque.

## Histoire
Au milieu des années 1920, Rodtchenko, l'un des fondateurs du constructivisme, était déjà une figure acclamée et très prisée dans plusieurs domaines artistiques. Outre la peinture, le graphisme, la sculpture et la photographie, il s'est illustré dans la conception d'espaces et d'intérieurs, devenant ainsi l'un des premiers designers soviétiques. Rodtchenko a combiné sa riche activité artistique avec l'enseignement au VKhUTEMAS : en 1923, il est élu directeur du département « Traitement du métal », avant de devenir directeur du département DERMETFAC, issu de la fusion du département « Traitement du métal » avec le département « Traitement du bois »,,.
Grâce à sa réputation dans les cercles artistiques russes, ainsi qu'à ses bonnes relations avec le pouvoir soviétique, Rodtchenko fut chargé de préparer le pavillon soviétique pour l'Exposition internationale des arts décoratifs et industriels modernes, qui se tint à Paris de fin avril à fin octobre 1925. Le projet avait une grande importance politique : c'était la première fois que l'Union soviétique participait à un événement international aussi important. Toutefois, les délais impartis pour l'organisation de la section soviétique de l'exposition étaient extrêmement réduits, puisque les relations diplomatiques avec la France n'avaient été établies qu'en octobre 1924, six mois avant l'ouverture de l'exposition. En tant que membre du comité pour l'exposition et vice-président du comité de sélection, Rodtchenko joua un rôle important dans le choix du design du pavillon soviétique. Finalement, le projet de l'architecte avant-gardiste С. Melnikov a été retenu. Une fois le concours terminé et tandis que les travaux de construction avaient débuté, Rodtchenko fut envoyé à Paris pour achever les préparatifs de la section soviétique de l'exposition. C'est lui qui imagina la palette des couleurs du pavillon soviétique (rouge, blanc et gris),.

## Création et principales caractéristiques

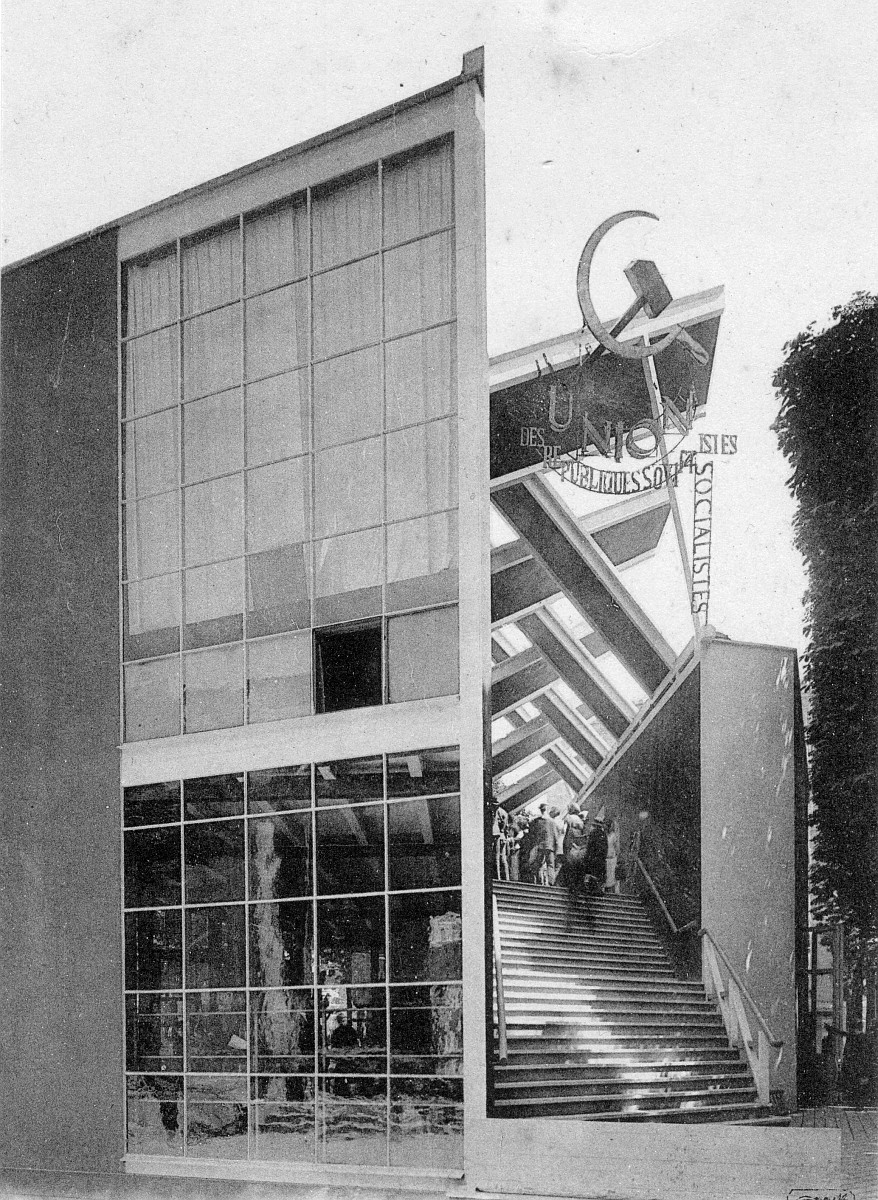
Pavillon soviétique à l'Exposition internationale des arts décoratifs et industriels modernes de 1925 à Paris.

Au cœur du projet de Rodtchenko se trouvait l’idée du « club ouvrier », un espace idéal destiné à l'auto-éducation collective et aux passe-temps culturels du prolétariat urbain. Des milliers de clubs ouvriers, que Léon Trotski avait surnommés « forges de la culture de masse prolétarienne », avaient été ouverts à cette époque dans les villes d'Union soviétique, en plus des innombrables salles de lecture villageoises. Les clubs ouvriers étaient multifonctionnels : ils permettaient, entre autres, d'organiser des événements de propagande et d'éducation, de projeter des films et de monter des pièces de théâtre, d'initier les ouvriers industriels à la fiction et aux jeux intellectuels. De 1924 à 1928, le Proletkult avait même lancé la publication de la revue Le Club ouvrier, qui a servi d'aide conceptuelle pour la gestion de ces espaces publics,,.

Le Club ouvrier destiné à l'Exposition fut conçu par Rodchenko quelques semaines avant son arrivée à Paris, avec l'aide de ses étudiants du VKhUTEMAS. La conception du Club reflète pleinement la vision constructiviste de Rodchenko. Les principes qui ont présidé à la conception de l'œuvre ont été formulés à l'issue de l'exposition dans le magazine L'Architecture moderne, par sa femme et associée Varvara Stepanova, également une artiste et une designer constructiviste de renom. Elle exposa, sous le pseudonyme de Varst, les principales caractéristiques de ce projet, qui n'étaient pas tant esthétiques que pratiques :
Premièrement, l'utilisation économique de la surface du sol du Club et l'utilisation économique de l'espace occupé par la pièce au moment de la charge de pointe, c'est-à-dire de son utilisation maximale.
Deuxièmement, la facilité d'utilisation de la pièce et sa standardisation, permettant, si nécessaire, d'étendre ou d'augmenter quantitativement ses composants individuels.

V. Stepanova sur les principes du Club ouvrier 

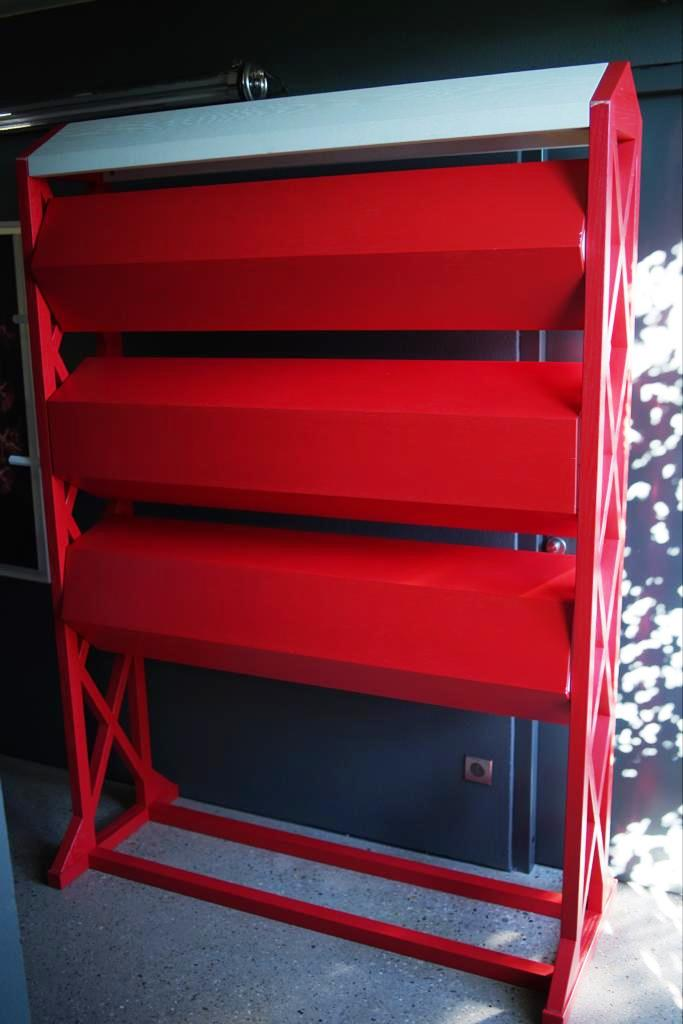
Le Club ouvrier : stand avec tambours hexagonaux rotatifs. Reproduction de 2021.

Il a été décidé que tous les composants du Club ouvrier seraient en bois. En mars-avril 1925, ils ont été fabriqués d'après des dessins et des croquis rapportés de Moscou par Rodtchenko dans l'usine de meubles d'Asnières, en banlieue parisienne. Cependant, selon les souvenirs de Stepanova, tous les éléments du projet original n'ont pas pu être réalisés en raison des délais serrés et du budget plus que modeste dévolu à la section soviétique de l'exposition.
Comme Rodtchenko l'avait voulu, tous les composants du Club ouvrier étaient extrêmement compacts, dépourvus d'éléments décoratifs et aussi fonctionnels que possible : la plupart d'entre eux avaient plusieurs configurations possibles servant divers objectifs pratiques. C'était particulièrement vrai pour l'élément le plus important du décor : le dispositif convertible multifonctionnel, surnommée « le journal vivant », qui pouvait être transformé en fonction de la nature des événements tenus au Club. Quelques manipulations permettaient de transformer en quelques secondes cette structure, composée de lattes légères et de joints, en une estrade, un écran de cinéma ou un mur à largeur réglable pour des affiches, des cartes géographiques ou des décors de théâtre,,.
Ce dispositif multifonctionnel a été conçu pour être placé contre un mur de la pièce, tandis que deux tables occupaient le centre de l'ensemble. L'une d'entre elles, une longue table pour les réunions, l'écriture et la lecture, était garnie de douze chaises sans accoudoirs avec des dossiers haut dont les traverses supérieures étaient de forme semi-circulaire. La table était composée de deux sections et pouvait être divisée en deux tables plus petites, pouvant accueillir six personnes chacune. En outre, le plateau pliant permettait de doubler ou de tripler instantanément la taille de la table,,.
La deuxième table du set était la table d'échecs. Rodtchenko considérait les échecs comme un élément indispensable du passe-temps culturel du prolétariat, contribuant à son développement intellectuel. L’échiquier pouvait être tourné horizontalement pour changer la couleur attribuée au joueur au début d'une nouvelle partie, sans que les joueurs n’aient à se lever de table. Les deux chaises destinées aux joueurs d'échecs munies d'accoudoirs et de dossiers rectangulaires, constitués de quatre planches verticales parallèles et d'une traverse supérieure horizontale. Les pieds rectangulaires, sur lesquels elles étaient montées, s'emboitaient sous le plateau d'échiquier, exactement en son milieu,,.

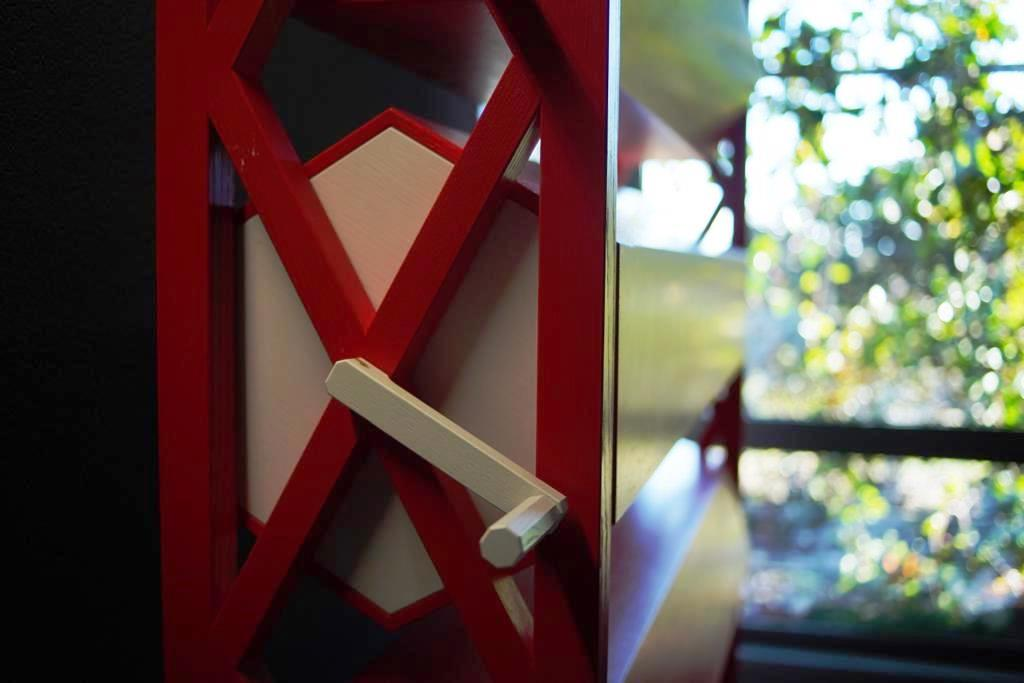
Extrémité du stand avec une poignée pour faire tourner un tambour. Reproduction de 2021

En outre, l'ensemble comprenait deux présentoirs à livres munies de cinq étagères inclinées, sans vitrage, et de tiroirs sur le niveau inférieur, qui pouvaient être convertis en petites tables ou en caissons. Un autre élément de l'intérieur était un présentoir d'une conception spécifique : ses trois tambours rotatifs horizontaux permettaient d'exposer alternativement différents contenus visuels,.
À l'intérieur, les murs étaient décorés avec des affiches réalisées par Rodchenko ainsi que d'une photographie de Lénine datant du 16 octobre 1918. Cette dernière fut prise lors d'une promenade de Lénine dans la cour du Kremlin avec Vladimir Bontch-Brouïevitch, et représente le premier dirigeant soviétique à demi tourné, à deux tiers de sa hauteur. L'espace était divisé en zones fonctionnelles, que l'artiste distinguait par des couleurs de mur et des inscriptions différentes: « Club des travailleurs. Annonces », « Bibliothèque », « Lénine ». En raison de cette dernière inscription, certaines sources occidentales désignent le Club de Rodtchenko sous le nom de "Club ouvrier Lénine".
Pour la conception des couleurs du Club, Rodtchenko a utilisé de la peinture-émail de la marque Ripolin, qui était très populaire parmi les designers européens de l'époque. La palette de couleurs du pavillon soviétiques était ainsi composée d'un mariage contrasté de rouge, de blanc et de gris. Rodtchenko n'a fait exception que pour la table d'échecs, dont les figurines et les carreaux sombres, ainsi que l'une des chaises, étaient de couleur noire. L'autre moitié des pièces d'échecs et des carreaux ainsi que la deuxième chaise ont été peints en rouge,.

## Accueil par les contemporains et destin de l'oeuvre
L'aménagement du Club ouvrier ne fut achevé qu'au cours du deuxième mois de l'exposition de Paris, le 1er juin 1925. Pendant les quelques jours qui restèrent jusqu'à l'ouverture officielle du pavillon soviétique, le Club fut fréquenté par les quelques citoyens soviétiques qui se trouvaient à Paris à cette période, et qui en firent l'usage auquel il était destiné, c'est-à-dire pour s’y réunir et pour y lire. Cela correspondait tout à fait au concept de l'artiste qui, dès le début, avait souligné son désir de créer non pas une simple pièce d'exposition, mais un espace fonctionnel et utilitaire, :

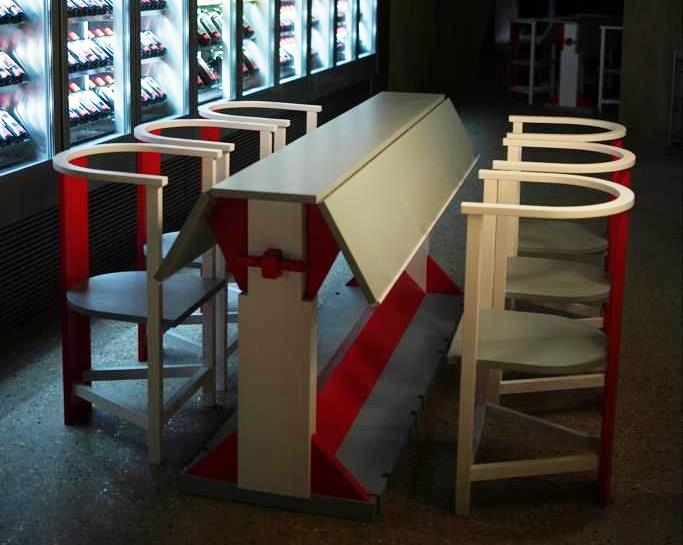
Section de table avec son plateau pliant et ensemble de chaises. Reproduction de 2021.

"Eh bien, le club est prêt, voici quelques photos. Vraiment, il est si simple, si net et si lumineux qu'on ne pourrait pas y mettre le désordre, même si on le voulait. Le tout en ripolin brillant, avec beaucoup de blanc, de rouge et de gris... Tous les jours, des Russes s’y introduisent en douce pour lire des magazines et des livres, même si l'entrée est bouclée...

Extrait de la lettre de Rodtchenko à sa femme, le 1er juin 1925
Après son ouverture officielle le 10 juin, le pavillon soviétique a immédiatement suscité un grand intérêt dans les milieux artistiques et dans le grand public. Selon l'opinion publique, tant l'extérieur que l'intérieur du bâtiment se démarquaient du style prétentieux de la plupart des autres pavillons (que l'on rattachera plus tard au mouvement Art déco). Les visiteurs ont par ailleurs été impressionnés par l'originalité et la nouveauté des solutions techniques et artistiques mises en œuvre. Le pavillon soviétique a été loués en particulier par des artistes européens de renom tels que Fernand Léger et Le Corbusier. Ce dernier, qui a lui-même conçu l'un des plus grands pavillons de l'exposition, le Pavillon de l'Esprit Nouveau, a déclaré que le pavillon soviétique était le seul qui méritait d'être vu. Fernand Léger, Pablo Picasso et Theo van Doesburg étaient eux aussi désireux de rencontrer le concepteur du pavillon soviétique, mais Rodtchenko s'est abstenu de rencontrer ses éminents pairs étrangers. Selon les membres de la délégation soviétique, le caractère réservé et la timidité de Rodchenko étaient en cause, ainsi que sa méconnaissance des langues étrangères.
Les critiques occidentaux ont souligné la mobilité et la fonctionnalité des éléments du Club ouvriers, leur convertibilité, leurs formes minimalistes originales et leurs couleurs inhabituelles. Les historiens de l'art ont noté par la suite que le Club ouvrier de Rodtchenko était un fleuron du design constructiviste, qui exerça une influence décisive sur ce mouvement.

Le Club ouvrier: présentoir à livres. Reproduction de 2021.

Un rapport détaillé sur l’œuvre de Rodtchenko a été publié par le correspondant accrédité de la revue soviétique Le Club ouvrier. L'article soulignait non seulement la commodité et l'efficacité de la composition, mais aussi la différence dans l’accueil réservé par les différentes classes de la société française :
« Selon les retours des spécialistes, ainsi que de la presse française, qui ne pouvait pas ne pas reconnaître nos réalisations, le mobilier de ce Club ouvrier est très économique, léger, exemplaire et mobile, mais surtout, son coût est minimal. L'espace dans son ensemble est un modèle de commodité et d’efficacité... Le Club ouvrier a reçu des hordes de visiteurs. Beaucoup ont regardé son ameublement avec étonnement, certains ont ricané avec mépris, les architectes et les artistes ont, quant à eux, exploré chaque détail. Mais les ouvriers français, qui ont visité le club en grands groupes, l'ont regardé d'une manière complètement différente. Après tout, « ce club est aussi notre club », – c'est ainsi que l'un des ouvriers a articulé l'opinion générale, tout en tapotant de la main sur le meuble mural à journaux … »
Le travail de Rodtchenko a également reçu une reconnaissance officielle. En effet, le Club ouvrier s'est vu décerner une médaille d'argent à la fin de l'exposition, et des récompenses distinctes de même niveau ont également été attribuées à quatre des affiches de Rodtchenko exposées dans le Club,.
Une fois l'exposition terminée, le pavillon soviétique, comme la plupart des autres structures érigées pour l'événement, devait être démantelé. Au lieu de rapatrier le Club, la délégation soviétique a décidé d'en faire don au Parti communiste français. Pendant un certain temps, le set de Rodtchenko est resté dans les locaux du PCF et a été utilisé aux fins prévues. Plus tard, cependant, ses traces ont été perdues et on ignore où il se trouve actuellement,.

## Reconstruction de l’œuvre

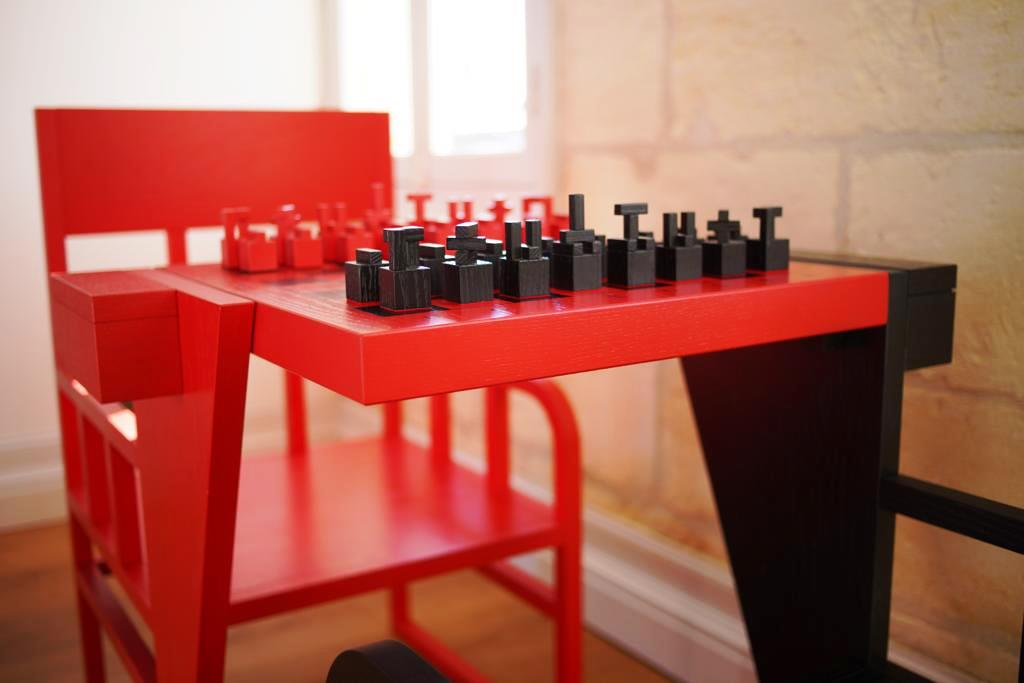
Table d'échecs avec des pièces conçues par Lavrentiev. Reproduction de 2021.

À partir du milieu du XXe siècle, lorsqu’il est devenu manifeste que le Club ouvrier était perdu, de nombreuses tentatives pour reproduire intégralement ou partiellement l’œuvre original de Rodtchenko ont été faites dans divers pays dont la Grande-Bretagne, l’Espagne, les Pays-Bas, la Finlande, la France, l’URSS et les États-Unis. Toutefois, en dépit de l’incontestable similitude des reproductions ou de leurs composants individuels avec l'original, chaque tentative s’est révélée lacunaire ou inadéquate sur le plan des proportions, des matériaux, des couleurs et de la finition,.
En 2008, des fabricants de meubles allemands ont réédité le Club pour l'exposition From Plane to Space. Malevich And Early Modernism, qui s'est tenue à la Kunsthalle de Baden-Baden. À la fin de l'exposition, l'ensemble a été donné à la Nouvelle Galerie Tretiakov de Moscou, et fait désormais partie de sa collection permanente. Cette copie du Club était considérée comme la plus complète et la plus précise qui n’ait jamais été faite jusqu’alors. Toutefois, des recherches menées par des experts russes ont révélé plusieurs différences entre la version allemande et l'original de Rodtchenko. Il s’agissait avant tout des nuances de couleurs et des lignes de contours des meubles : dans les meubles fabriqués en Allemagne en 2008, les coins et les bords étaient sensiblement arrondis, tandis que dans l'ensemble de Rodtchenko, ils étaient résolument aigus, même dans les éléments intérieurs de l’ensemble. Cette dernière divergence semble particulièrement significative pour les historiens de l'art, car ce sont précisément les angles et les arêtes vives qui sont considérés comme un élément important de l'esthétique constructiviste. Selon les conclusions des spécialistes russes, la différence peut s'expliquer, du moins en partie, par le fait que l'ensemble allemand a été réalisé avec des matériaux et des outils contemporains, notamment avec des panneaux de fibres traités sur des machines CNC, dont les fraises sont circulaires.
En 2021, pour la première fois, une copie complète et très précise du Club ouvrier a été réalisée à Moscou. Le projet a été réalisé par des experts et des étudiants de l'Académie Stroganov des arts industriels et appliqués de Moscou, institution héritière du département « Traitement du bois et du métal » du VKhUTEMAS, dont Rodtchenko était le directeur, avec le soutien financier et organisationnel d'Andreï Filatov, Président de la Fédération russe des échecs et fondateur de la Fondation Art Russe. Le travail de reproduction a été précédé de longues recherches au cours desquelles les dessins et les aquarelles de Rodtchenko ont été étudiés dans leur intégralité. Certains de ces dessins et croquis ont survécu dans les archives du département, tandis que d'autres se trouvent dans les archives familiales du petit-fils de Rodtchenko, le vice-recteur de l'Académie Stroganov, A. Lavrentiev, qui a pris activement part au projet de reproduction. Afin de se rapprocher le plus possible de l'original, l'équipe de l'Académie Stroganov a utilisé les matériaux d'origine (bois massif et contreplaqué collé), ainsi que les outils et les techniques dont disposaient les fabricants du Club ouvrier au milieu des années 1920. La table d'échecs du Club nouvellement fabriquée est accompagnée d'un jeu de pièces d'échecs en bois de style constructiviste, que Lavrentiev avait conçu en 1976.
L'équipe du projet a été guidée dans sa tâche par le désir de recréer le Club ouvrier de Rodtchenko avec la plus grande exactitude et précision possible, tout comme de garantir son utilisation future conformément à son objectif pratique initial – non pas comme une simple pièce d’exposition, mais plutôt comme un espace d'auto-éducation et de loisirs culturels,,.
Les travaux de reconstruction, au cours desquels deux exemplaires du Club ouvrier ont été fabriqués, se sont achevés en novembre 2021. Un exemplaire est resté dans les locaux de l'Académie Stroganov, l'executeur du projet, où il est utilisé par les enseignants et les étudiants pour l'étude et les loisirs. L'autre exemplaire a été expédié en France pour être placé dans le domaine viticole du château La Grâce Dieu des Prieurs à Saint-Émilion, conçu par l'architecte français Jean Nouvel. Là-bas, il est également utilisé selon son objectif initial : pour les loisirs culturels des ouvriers viticoles,.